# Озерки (Вешкаймский район)
Озерки — село в Вешкаймском районе Ульяновской области России. Входит в состав Вешкаймского городского поселения.

## География
Село находится в северо-западной части Ульяновской области, в лесостепной зоне, в пределах Приволжской возвышенности, на расстоянии примерно 5 километров (по прямой) к юго-юго-западу (SSW) от Вешкаймы, административного центра района. Абсолютная высота — 273 метра над уровнем моря.
Климат
Климат характеризуется как умеренно континентальный, с тёплым летом и умеренно холодной зимой. Средняя температура воздуха самого тёплого месяца (июля) — 20,4 °C (абсолютный максимум — 38 °C); самого холодного (января) — −14 °C (абсолютный минимум — −48 °C). Среднегодовое количество атмосферных осадков составляет 395—521 мм. Снежный покров образуется в конце ноября и держится в течение 128 дней.
Часовой пояс
Село Озерки, как и вся Ульяновская область, находится в часовой зоне МСК+1. Смещение применяемого времени относительно UTC составляет +4:00.

## Население
| 2010 |
| ---- |
| 145  |

Национальный состав
Согласно результатам переписи 2002 года, в национальной структуре населения русские составляли 84 % из 257 чел.